# Predmieranka
Predmieranka este o arie protejată (arie specială de conservare — SAC, sit de importanță comunitară — SCI) din Slovacia întinsă pe o suprafață de 23,17 ha, integral pe uscat.

## Localizare
Centrul sitului Predmieranka este situat la coordonatele 49°26′20″N 18°34′59″E / 49.438889°N 18.583056°E.

## Înființare
Situl Predmieranka a fost declarat sit de importanță comunitară în octombrie 2011 pentru a proteja 10 specii de animale. Situl a fost protejat și ca arie specială de conservare în august 2011.

## Biodiversitate
Situată în ecoregiunea alpină, aria protejată conține 4 habitate naturale: Liziere de ierburi înalte hidrofile de câmpie și de nivel montan până la alpin, Păduri aluvionare cu Alnus glutinosa și Fraxinus excelsior (Alno-Padion, Alnion incanae, Salicion albae), Păduri acidofile de Picea de la nivel montan la nivel alpin (Vaccinio-Piceetea), Păduri de fag Luzulo-Fagetum.
La baza desemnării sitului se află mai multe specii protejate:
- păsări (7): pescăruș albastru (Alcedo atthis), rață mare (Anas platyrhynchos), stârc cenușiu (Ardea cinerea), barză neagră (Ciconia nigra), mierla de apă (Cinclus cinclus), codobatură galbenă (Motacilla alba), codobatură de munte (Motacilla cinerea)
- amfibieni (1): izvoraș-cu-burta-galbenă (Bombina variegata)
- mamifere (1): vidră de râu (Lutra lutra)
- pești (1): zglăvoacă (Cottus gobio)